# Relations entre la Finlande et l'Italie
Les relations entre la Finlande et l'Italie sont des relations étrangères entre la Finlande et l'Italie.
Les deux pays sont membres du Conseil de l'Europe, de l'Organisation pour la sécurité et la coopération en Europe et de l'Union européenne.

## Histoire
Les deux pays ont établi des relations diplomatiques le 6 septembre 1919.
La Finlande a une ambassade à Rome, l'Italie a une ambassade à Helsinki.
Plus de 200 000 voyages vers l'Italie sont effectués chaque année par les Finlandais. Le nombre de Finlandais ayant leur résidence permanente en Italie est estimé à 4 000 par l'Ambassade de Finlande à Rome.